# Astrid da Noruega
Astrid Matilde Ingeborg da Noruega (em norueguês: Astrid Maud Ingeborg; Oslo, 12 de fevereiro de 1932) é a segunda filha do rei Olavo V da Noruega (1903–1991) e de sua esposa, a princesa Marta da Suécia (1901–1954).
Entre 1954, até o casamento de seu irmão em agosto de 1968, Astrid serviu como a primeira-dama da Noruega, trabalhando ao lado do seu pai em todos os deveres de representação, incluindo visitas de Estado.
A 12 de janeiro de 1961, a princesa Astrid casou-se com um plebeu divorciado, Johan Martin Ferner (nascido em 22 de julho de 1927 e falecido em 24 de janeiro de 2015), na igreja de Asker, fora de Oslo. Juntos, Astrid e Johan têm cinco filhos e cinco netos, os seus filhos são:
- Cathrine Ferner Johansen (n. 1962)
- Benedikte Ferner (n. 1963)
- Alexander Ferner (n. 1965)
- Elisabeth Ferner (n. 1969)
- Carl-Christian Ferner (n. 1972)

A princesa é patrona de diversas organizações e participa de suas atividades com grande interesse e entusiasmo. Ela tem estado particularmente envolvida com crianças disléxicas. A própria Astrid teve um momento difícil durante a sua educação por causa desse transtorno.

## Títulos e estilos
- 12 de fevereiro de 1932 - 12 de janeiro de 1961: Sua Alteza Real princesa Astrid da Noruega
- 12 de janeiro de 1961 - presente: Sua Alteza princesa Astrid, Sra. Ferner